# False Round Point
Der False Round Point (englisch für Falsche Rundspitze, gleichbedeutend in Argentinien Falsa Punta Redonda und Chile Punta Falsa Redonda) ist eine Landspitze auf King George Island im Archipel der Südlichen Shetlandinseln. Sie liegt 13,5 km westlich des North Foreland und 3 km südlich von Ridley Island an der Nordküste der Insel. Sie trennt die Corsair Bight im Westen von der Venus Bay im Osten.
Die Landspitze ist seit 1822 bekannt. Vermutlich wurde es von Teilnehmern der britischen Discovery Investigations nach einer Vermessung 1937 in Anlehnung an die Benennung des 20 km westlich gelegenen Round Point benannt.